# Pié del Cerro
Pié del Cerro är en ort i Mexiko.   Den ligger i kommunen San Juan Mixtepec -Dto. 08 - och delstaten Oaxaca, i den sydöstra delen av landet, 270 km sydost om huvudstaden Mexico City. Pié del Cerro ligger 1 936 meter över havet och antalet invånare är 129.
Terrängen runt Pié del Cerro är kuperad. Runt Pié del Cerro är det ganska tätbefolkat, med 111 invånare per kvadratkilometer. Närmaste större samhälle är Heroica Ciudad de Tlaxiaco, 14,3 km öster om Pié del Cerro. I omgivningarna runt Pié del Cerro växer huvudsakligen savannskog.